# Lehen (Gemeinde Oberndorf)
Die Streusiedlung Lehen liegt im Osten der Gemeinde Oberndorf an der Melk. Ihr Name taucht erstmals im Jahre 1400 auf, als der Hof Lehen 1 in zwei Höfe geteilt wird. Bis Ende 1970 war Lehen eine eigene Gemeinde (unter dem Namen Lehen bei Oberndorf), mit dem 1. Jänner 1971 wurde sie der Gemeinde Oberndorf eingegliedert.

## Geschichte
In der heutigen Rotte Lehen befand sich unweit des Hofes Lehen 6 die Burg Schönleiten, die erstmals 1160 urkundlich genannt wurde. Am 21. Juni 1433 verkaufte der damalige Besitzer, Conrad von Wildungsmauer, die Feste Schönleiten und die damit verbundenen Höfe dem Kloster St. Jacob zu Wien, was eine Aufgabe des Sitzes zur Folge hatte. Bis 1934 waren Mauerreste sichtbar. Der Hügel, auf dem die Burg stand, wurde 1973 entfernt. Heute ist nur noch der Keller der Burg beim Haus Lehen 5 erhalten.
Laut Adressbuch von Österreich waren im Jahr 1938 in der Ortsgemeinde Lehen zwei Landwirte mit Direktvertrieb ansässig.
Zuletzt ist auch noch die Ganzbachbrücke in der Rotte Holzwies zu erwähnen, die Anfang des 20. Jahrhunderts errichtet wurde. Durch sie fließt die II. Wiener Hochquellenwasserleitung.